# Apostolische Präfektur Xining
Die Apostolische Präfektur Xining (lat.: Apostolica Praefectura Siningensis) ist eine in der Volksrepublik China gelegene römisch-katholische Apostolische Präfektur mit Sitz in Xining.

## Geschichte
Die Apostolische Präfektur Xining wurde am 4. Februar 1937 durch Papst Pius XI. mit der Apostolischen Konstitution Ecclesiae universae aus Gebietsabtretungen des Apostolischen Vikariates Lanzhou errichtet.

## Apostolische Präfekten von Xining
- Hieronymus Haberstroh SVD, 1937–1969
- Sedisvakanz, seit 1969